# بسفایج (سرده)
بسپایک، شال دم، چمن ریشی (نام علمی: Polypodium)، سرخس بسپایک،  نام یک سرده از تیره بسپایکیان است. سرده‌ای با ۷۵ تا ۱۰۰ گونه از سرخس‌های حقیقی که در سرتاسر جهان پراکنده هستند و در نواحی گرمسیری بیشترین تنوع را دارند.